# جائزة كيبيك الكبرى للدراجات 2014
جائزة كيبيك الكبرى للدراجات 2014 (بالإنجليزية: 2014 Grand Prix Cycliste de Québec)‏ هو سباق دراجات هوائية، وهو الموسم رقم 5 من نفس السباق، وأقيم في 12 سبتمبر 2014، وهو أحد سباقات طواف العالم للدراجات 2014، وهو من نوع سباق يوم واحد، وقد شارك في السباق 152 متسابقاً ووصل إلى نهايته 135 متسابقاً.
فاز فيه بالمركز الأول سيمون جيرانس، وبالمركز الثاني توم دومولين، وبالمركز الثالث راموناس نافاردوساكاس.

## الفائزون
| الترتيب | الفائز               |
| ------- | -------------------- |
| الفائز  | سيمون جيرانس         |
| الثاني  | توم دومولين          |
| الثالث  | راموناس نافاردوساكاس |

## وصلات خارجية
- الموقع الرسمي